# Toticoryx exilis
Toticoryx exilis är en spindelart som beskrevs av Rollard, Wesolowska 2002. Toticoryx exilis ingår i släktet Toticoryx och familjen hoppspindlar. Inga underarter finns listade i Catalogue of Life.